# Rhacocleis tuberculata
Rhacocleis tuberculata är en insektsart som beskrevs av Karabag 1978. Rhacocleis tuberculata ingår i släktet Rhacocleis och familjen vårtbitare. Inga underarter finns listade i Catalogue of Life.